# 有福義国
有福 義国（ありふく よしくに）は、戦国時代の武将。

## 経歴・人物
慶長5年9月15日（1600年10月21日）関ヶ原の戦いにて毛利輝元に従い参陣し、討死した。